# Synagris mirabilis
Synagris mirabilis är en stekelart som först beskrevs av Félix Édouard Guérin-Méneville 1848.  Synagris mirabilis ingår i släktet Synagris och familjen Eumenidae. Inga underarter finns listade i Catalogue of Life.